# Mohammad-Reza Rahchamani
Mohammad-Reza Rahchamani (en persan : محمدرضا راه‌چمنی), né le 1er décembre 1952 à Sabzevar et mort le 9 mars 2020 à Téhéran, est un médecin et parlementaire iranien. De 1984 à 2000, il représente le comté de Sabzevar au Parlement iranien. Au début des années 2000, il dirigeait l'organisation iranienne de la santé.

## Enfance et éducation
Rahchamani est né en 1952 à Sabzevar et a étudié la médecine. Il n'a pas été emprisonné avant la révolution iranienne et il n'est pas un vétéran de la guerre Iran-Irak.

## Carrière
Membre fondateur du Parti de la solidarité de l'Iran islamique, il est secrétaire général du parti de 1998 à 2002 et devient président du conseil central en 2006.
En 2020, en tant que secrétaire général du Parti de l'unité nationale et de la coopération, il défie la décision des principaux réformistes de ne pas participer aux élections législatives iraniennes de 2020, en annonçant une coalition de douze partis réformistes.

## Mort
Rahchamani meurt à l'âge de 67 ans des suites de la maladie à coronavirus 2019 (COVID-19) le 9 mars 2020.